# Горохов, Прохор Григорьевич
Про́хор Григо́рьевич Горо́хов (27 июля [8 августа] 1869, д. Якимовка, Малоярославецкий уезд, Калужская губерния — 2 февраля 1925, д. Якимовка) — русский поэт-самоучка.
Бывало, в дни весёлые
Гулял я молодец,
Не знал тоски-кручинушки
Как вольный удалец.
Любил я деву юную —
Как цветик хороша,
Тиха и целомудренна,
Румяна как заря.
Спознался ночкой тёмною,
Ах! ночка та была,
Июньская волшебная,
Счастлива для меня.
Бывало, вспашешь полосу,
Лошадку уберёшь
И мне тропой знакомою
В заветный бор идёшь.
Глядишь: моя красавица
Давно уж ждёт меня;
Глаза полуоткрытые,
С улыбкой на устах.
Но вот начало осени;
Свиданиям конец,
И деву мою милую
Ласкает уж купец.
Изменница презренная
Лишь кровь во мне зажгла,
Забыла мою хижину,
В хоромы жить ушла.
Живёт у чёрта старого
За клеткой золотой,
Как куколка наряжена,
С распущенной косой.
Просил купца надменного,
Её чтоб отпустил;
В ногах валялся, кланялся, —
Злодей не уступил.
Вернулся в свою хижину —
Поверьте, одурел,
И всю-то ночь осеннюю
В раздумье просидел.
Созрела мысль злодейская,
Нашёл во тьме топор,
Простился с отцом-матерью
И вышел через двор.
Стояла ночка тёмная,
Вдали журчал ручей,
И дело совершилося:
С тех пор я стал злодей.
Теперь в Сибирь далёкую
Угонят молодца
За деву чёрноокую,
За старого купца.

## Биография
Родился в крестьянской семье. Учился в сельской школе. В 1879 году отвезён в Москву для обучения водопроводному делу. Некоторое время был истопником. После знакомства с группой писателей из народа, включая П. А. Травина, с 1898 года начал регулярно писать. В начале 1900-х годов стал одним из основателей Суриковского литературно-музыкального кружка. В 1907 году владел чайно-колониальной лавкой в Москве. В мае 1907 был арестован за хранение нелегальной литературы. Предположительно был выслан из Москвы; скитался по Волге, жил с бурлаками. Вернувшись в Москву в 1908, поступил на завод Зингера, вскоре заболел и уехал в деревню. В 1910-е годы печатался в журналах «Доброе утро», «Друг народа», «Народная мысль», в газете «Правда» (1913).
В 1917 вступил в РКП(б). После Октябрьской революции был избран членом президиума Калужского губисполкома, заведовал райземотделом Малоярославского уезда, работал председателем народного суда в Малоярославце.

## Литературная деятельность
Писать регулярно начал с 1898 года. В 1901 на собственные средства издал в Москве сборник стихов «Самобытная свирель». Два стихотворения из сборника («Истерзанный, измученный» и «Бывало, в дни весёлые») стали народными песнями и были записаны на граммофонные пластинки.

Музыку на стихи «Бывало, в дни весёлые» написал М. Ф. Штольц.
При пении исполняется с изменениями, строфы 2, 3, 8 опускаются, первую строку поют обычно «Бывали дни весёлые». В Сибири исполнялась как тюремная песня.
Стихотворения Горохова включены в коллективный сборник «С родных полей» (Москва, 1903), в который вошли также стихи И. Репина, А. Кузнецова. В 1900-е годы часто выступал в сборниках писателей из народа со стихами и с рассказами из деревенской жизни («Литературный сборник Памяти Н. А. Некрасова», Москва, 1903; «Молодые всходы», вып. 1, Москва, 1903; «К заветной цели!», Москва, 1904, и другие). В 1910-е годы печатался в журналах «Доброе утро», «Друг народа», «Народная мысль», в газете «Правда» (1913). В 1920-е годы печатал стихи, очерки, статьи в газете «Калужская коммуна».